# Letteratura ciuvascia

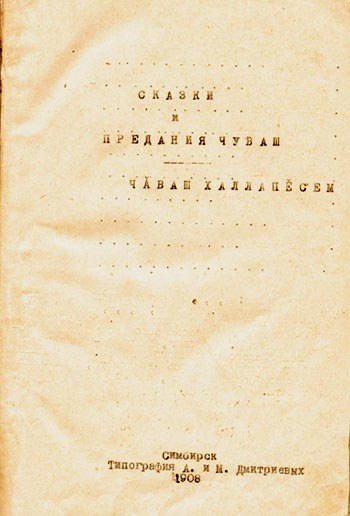
Un frontespizio della letteratura ciuvascia datato 1908.

Il ciuvascio è una lingua della famiglia turca, parlata ad ovest degli Urali nella Russia centrale, nonché nelle province russe di Simbirsk e altre. Appartiene al cosiddetto gruppo bulgaro, che comprendeva lingue come il bulgaro turanico, da non confondere con il bulgaro che è una lingua slava, e il cazaro. È parlata da oltre un milione e mezzo di persone.
Di letteratura ciuvascia scritta (Чăваш литератури) si può parlare solo verso la fine del XIX secolo. I Ciuvasci possedevano però una scrittura anche prima, come la possedevano i Cazari. Nel 1872 lo studioso ciuvascio Ivan Jakovlevič Jakovlev (1848-1930) inventò un alfabeto per il suo popolo, sulla base di quello russo, e pubblicò un abbecedario per i ciuvasci, in cui oltre al materiale didattico normale per i sillabari c'erano favole, racconti, indovinelli, circa 400 proverbi e altro materiale. Il libro, pubblicato nel 1872, è il primo libro stampato in lingua ciuvascia.
Altri autori contemporanei di Jakovlev furono I. I. Ivanov (1848-1885), I. N. Jurkin (1863-1943), M. E. Fedorov (1848-1904).
Nel periodo 1905-1907, durante la rivoluzione russa, uscì un giornale ciuvascio, Khypar (Notizie), con articoli, racconti, poesie di vari scrittori. Ja. V. Turkhan (1874-1938) scrisse e pubblicò il poema Varusi (1905), sulla base di materiale folkloristico. Nel 1890 nacque K. V. Ivanov, un autore "classico" della letteratura ciuvascia, morto nel 1915, che scrisse poesie, poemi e racconti di carattere realistico.
Dopo la rivoluzione e specialmente dopo la costituzione della Repubblica autonoma dei Ciuvasci si ebbe un notevole sviluppo della letteratura, specialmente con Ille Tahti  (1889-1938), autore di poemi satirici, I. E. Akhakhn (1898-1920), G. V. Zajcev-Tal-Mrza (1895-1921). Nel 1919 fu messo in scena il dramma La morte prematura di M. E Akimov Aruj (1895-1972), la prima opera teatrale (moderna) in lingua ciuvascia. Nel 1924 cominciò a essere pubblicata la rivista letteraria, artistica, sociale e politica Suntan (L'incudine).
La letteratura ciuvascia seguì naturalmente le orme della letteratura russa sovietica e le direttive del partito: quindi gli scrittori ciuvasci ligi alle direttive cercarono di elaborare opere scritte secondo i principi del cosiddetto "realismo socialista". Quindi grande interesse per l'industrializzazione e per la trasformazione in senso socialista dell'economia agricola. Del 1932 è il poema La montagna di magnete di Khuzangaj.
All'inizio della seconda guerra mondiale la letteratura ciuvascia espresse molti poeti, alcuni dei quali morirono combattendo. Al centro delle opere furono temi d'amore (lirico-sentimentali) e patriottici. La tematica della ricostruzione, della vittoria ecc. fu trattata anche dopo la guerra: V S. Alendej (1919) scrisse L'ape d'oro (1964), Agakov Figli di soldato (1961) e La speranza (1971), e numerosi altri: ma si tratta di opere più che altro di propaganda. Interessante il romanzo di Tur-khan La Sijaga sfocia nella Volga, pubblicato postumo nel 1967.

## Prosa
- Leonid Jakovlevič Agakov
- Archip Terent’evič Aleksandrov
- Vasilij Stepanovič Alendeev
- Arkadij Ivanovič Aris
- Aleksandr Spiridonovič Artem'ev
- Purchi Achvan
- Lev Arhipovič Efimov
- Zolotov, Vitalij Arsent'evič
- Ille Tahti
- Krasnov, Georgij Vasil'evič
- Krysin, Pavel Afinogenovič
- Larionov, Nikita Larionovič
- Leonid Majaksem
- Lisina, Eva Nikolaevna
- Nikolaeva, Julija Fëdorovna
- Orlov, Georgij Fëdorovič
- Osipov, Pëtr Nikolaevič
- Patmar, Èdison Ivanovič
- Pileš, Gerasim Dmitrievič
- Rzaj, Viktor Efremovič
- Savel'ev-Sas, Aleksandr Sergeevič
- Sadaj, Vladimir Leont'evič
- Siničkin, Vissarion Semënovič
- Dmitrij Jur'evič Suslin
- Mišši Ujp
- Gennadij Jakovlevič Hlebnikov
- Pëtr Nikolaevič Čičkanov
- Nikolaj Jakovlevič Jut
- Mišši Juchma

## Poesia
- Gennadij Nikolaevič Ajgi
- Aleksandr Spiridonovič Artem'ev
- Konstantin Vasil'evič Ivanov
- Èdison Ivanovič Patmar
- Çeçpĕl Mišši
- Il'ja Semënovič Tuktaš
- Jakov Gavrilovič Uhsaj
- Pëtr Petrovič Huzangaj
- Semën Vasil'evič Ėl'ger
- Viktor Efremovič Rzaj